# Sympherobius humilis
Sympherobius humilis är en insektsart som beskrevs av Navás 1914. Sympherobius humilis ingår i släktet Sympherobius och familjen florsländor. Inga underarter finns listade i Catalogue of Life.